# Rudskogen
Rudskogen è il più antico circuito norvegese motoristico su asfalto, inaugurato il 20 maggio 1990 e situato in Norvegia. Nel 2006 il governo norvegese ha selezionato il Rudskogen come principale struttura motoristica nazionale e il progetto per la ristrutturazione del circuito fu affidato allo specialista Hermann Tilke.
L'attuale pista motoristica del Rudskogen è lunga 3.254 km, ed è situata in una zona con il terreno ondulato circondato da una foresta. Il rettilineo più lungo è di 640 metri e il dislivello massimo è di 42 metri.
La pista per kart Rudskogen, situata nella stessa struttura, è lunga 1,2 km e soddisfa gli standard internazionali di karting. La pista ha ospitato un evento del Campionato Europeo di categoria nel 2005.